# Zygostigma australe
Zygostigma es un género monotípico de plantas fanerógamas perteneciente a la familia Gentianaceae. Su única especie es: Zygostigma australe, es originaria de Sudamérica.

## Taxonomía
El género fue descrito por (Cham. & Schltdl.) Griseb. y publicado en Genera et Species Gentianearum adjectis observationibus quibusdam phytogeographicis 150. 1839[1838].
Sinonimia
- Erythraea uniflora Hook. & Arn.
- Sabatia australe Cham. & Schltdl. basónimo
- Zygostigma uniflorum (Hook. & Arn.) Griseb.[2]